# It Only Gets Better
It Only Gets Better is een nummer van de Nederlandse rockband The Sheer uit 2004. Het is de tweede single van hun debuutalbum The Keyword Is Excitement.
Het nummer verschijnt een aantal weken voordat de The Sheer optreedt op Pinkpop. Ondanks slechts een 80e positie in de Nederlandse Single Top 100, werd het nummer toch een radiohitje in Nederland.